# My Sweet Lord
My Sweet Lord ist ein Lied von George Harrison, das dieser 1970 für sein Soloalbum All Things Must Pass aufnahm und das zusammen mit Isn’t It a Pity als Doppel-A-Seiten-Single ausgekoppelt wurde. Es ist Harrisons Debüt- und kommerziell erfolgreichste Single. Das Lied gilt als eines der berühmtesten Plagiate der Musikgeschichte. Die Erstveröffentlichung von My Sweet Lord erfolgte im September 1970 durch Billy Preston auf seinem Album Encouraging Words.

## Hintergrund
My Sweet Lord entstand Mitte Dezember 1969 in Kopenhagen, als Harrison als Begleitmusiker Delaney & Bonnie auf deren Tournee begleitete. Wie George Harrison selbst sagte, war er inspiriert durch den Gospel-Song Oh Happy Day von den Edwin Hawkins Singers.
George Harrison sagte zur Entstehung des Liedes: „Ich erinnere mich, dass Eric [Clapton] und Delaney & Bonnie Interviews mit jemandem in Kopenhagen oder Göteborg gaben, irgendwo in Schweden, und ich war so begeistert von "Oh Happy Day" von den Edwin Hawkins Singers. Es hat mich wirklich umgehauen, die Idee dieses Songs und ich fühlte einfach ein großartiges Gefühl des Herrn. Also dachte ich: Ich schreibe ein weiteres Oh Happy Day, das zu My Sweet Lord wurde.“
Einige Lieder mit religiösen Texten waren in den frühen 1970er Jahren erfolgreich. Norman Greenbaums Spirit in the Sky und Pacific Gas & Electrics Are You Ready waren Hitsingles, und das Musical Jesus Christ Superstar war ebenfalls kommerziell erfolgreich. Harrison ging noch einen Schritt weiter und schrieb eine Bitte an Gott.
My Sweet Lord ist die erste Single eines ehemaligen Beatles, die international die Nummer-eins-Position in den Charts belegte.
Harrison spielte My Sweet Lord bei jedem seiner relativ wenigen Solokonzerte, beginnend mit den beiden Konzerten von Concert for Bangladesh im New Yorker Madison Square Garden am 1. August 1971. Während seiner Nordamerika-Tournee 1974 spielte er bei jeder Show My Sweet Lord als Zugabe. Harrisons zweite und letzte Solo-Tournee fand im Dezember 1991 in Japan mit Eric Claptons Band statt. Eine Live-Version von My Sweet Lord, die am 14. Dezember im Tokyo Dome aufgenommen wurde, wurde im folgenden Jahr auf dem Album Live in Japan veröffentlicht.

## Komposition
Geschrieben ist das Lied in der Tonart E-Dur. George Harrison erwähnt die Tonart in seinem Stück This Song aus dem Jahr 1976, in dem er auf Plagiatsvorwürfe reagierte. Der im Viervierteltakt verfasste Song hat eine Spieldauer von 4:37 Minuten. Produziert wurde er von George Harrison und Phil Spector.
My Sweet Lord ist ein Gebet an Gott, den Herrn (Lord), in acht Versen. Darin wünscht sich (want) der Autor fünf Dinge: den Herrn zu sehen (see, Verszeilen 1 und 3), mit ihm zusammen zu sein (be with, Verszeile 2), ihn zu kennen (know, Verszeile 5) mit ihm zusammen zu gehen (go with, Verszeile 6), ihm zu zeigen (show, Verszeile 7), dass die Erfüllung dieser Wünsche nicht lange dauern wird (won’t take long), was er jedoch in den Verszeilen 3 und 4 noch behauptet hatte (it takes so long).
Der Chor antwortet auf Harrisons Zeilen im ersten Teil mit dem jüdisch-christlichen Ruf Halleluja, im zweiten Teil mit dem hinduistischen Hare-Krishna-Mantra. Harrison wollte damit zeigen, dass diese beiden Ausdrücke ziemlich das Gleiche (quite the same thing) sind.
Gegen Ende des Liedes war unter den Backing-Vocals der gesamte Text des vedischen Sanskrit-Gebets versteckt, dass übersetzt lautet: "Der Lehrer ist Brahma, der Lehrer ist Visnu, der Lehrer ist der Lord Mahesvarah. Wahrlich, der Lehrer ist der höchste Brahmane, vor diesem geachteten Lehrer verneige ich mich."

## Aufnahme

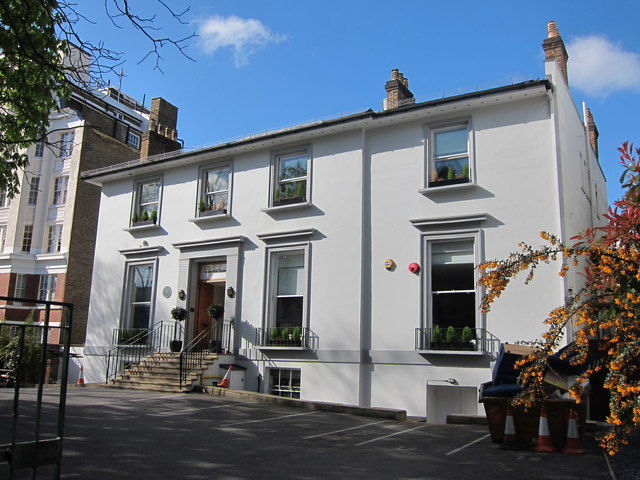
Abbey Road Studios

Die Aufnahmen für My Sweet Lord fanden laut Begleitbuch zur Super-Deluxe-Version von All Things Must Pass (2021) im Wesentlichen am 28. Mai 1970 in den Abbey Road Studios (Studio 3) statt. Ausführende Produzenten des Liedes waren George Harrison und Phil Spector. Die Toningenieure in den Abbey Road Studios waren Philipp McDonald, John Leckie und Eddie Klein.
Besetzung:
- George Harrison: Gesang, Chorgesang, Akustikgitarre, Slidegitarre
- Eric Clapton: Gitarre
- Billy Preston: Klavier
- Bobby Whitlock: Klavier
- Klaus Voormann: E-Bass
- Gary Wright: E-Piano
- Pete Ham: Akustikgitarre
- Tom Evans: Akustikgitarre
- Joey Molland: Akustikgitarre
- John Barham: Streicherarrangement, möglicherweise Harmonium
- Ringo Starr: Schlagzeug
- Jim Gordon: Schlagzeug
- Mike Gibbins: Perkussion

Die Besetzung der Musiker bei dem Lied war aufgrund des Mangels an verfügbarer Studiodokumentation und widersprüchlicher Erinnerungen in den folgenden Jahrzehnten schwer zu ermitteln. So erinnerte sich Mal Evans, dass Alan White Tamburin und Bobby Whitlock Harmonium spielte. Alan White sagte hingegen 2020 gegenüber dem Uncut Magazin: "Ringo kam an dem Tag herein, an dem wir 'My Sweet Lord' machten. Ich sagte: 'George, Ringo ist hier – warum spielt er nicht den Schlagzeug-Part?' Er sagte: 'Nein, ich möchte, dass du Schlagzeug spielst. Ringo kann Tamburin spielen." Ich fühlte mich nicht so wohl!"
John Barhams Orchesterarrangements für das Album All Things Must Pass fanden während der nächsten Session vom 2. bis zum 12. September 1970 in den Londoner Trident Studios statt, die eine 16-Spur-Tonbandmaschine hatten. Dort wurden aber auch weitere Overdubs und Chorgesang aufgenommen. Die Toningenieure waren Ken Scott und Dave Corlett.
Weitere Besetzung:
- Peter Frampton und George Harrison: Akustikgitarre
- Unbekannte Orchestermusiker
- Die Backing-Vocals wurden den "George O'Hara-Smith Singers" zugeschrieben, bei denen es sich um Harrison und Phil Spector, Eric Clapton und Bobby Whitlock handelte sowie zwei weitere Personen, die Harrison nachträglich als "Cyril" und "Betty" identifizierte. Die Sänger überspielten die Backing-Vocals wiederholt und erzeugten so einen Choreffekt.

## Musikvideo
Im Dezember 2021 wurde ein Musikvideo zu My Sweet Lord veröffentlicht, in diesem wirken neben Ringo Starr, Dhani Harrison und Olivia Harrison unter anderem noch Mark Hamill und Jeff Lynne mit.

## Veröffentlichung

### Erstveröffentlichung mit Billy Preston

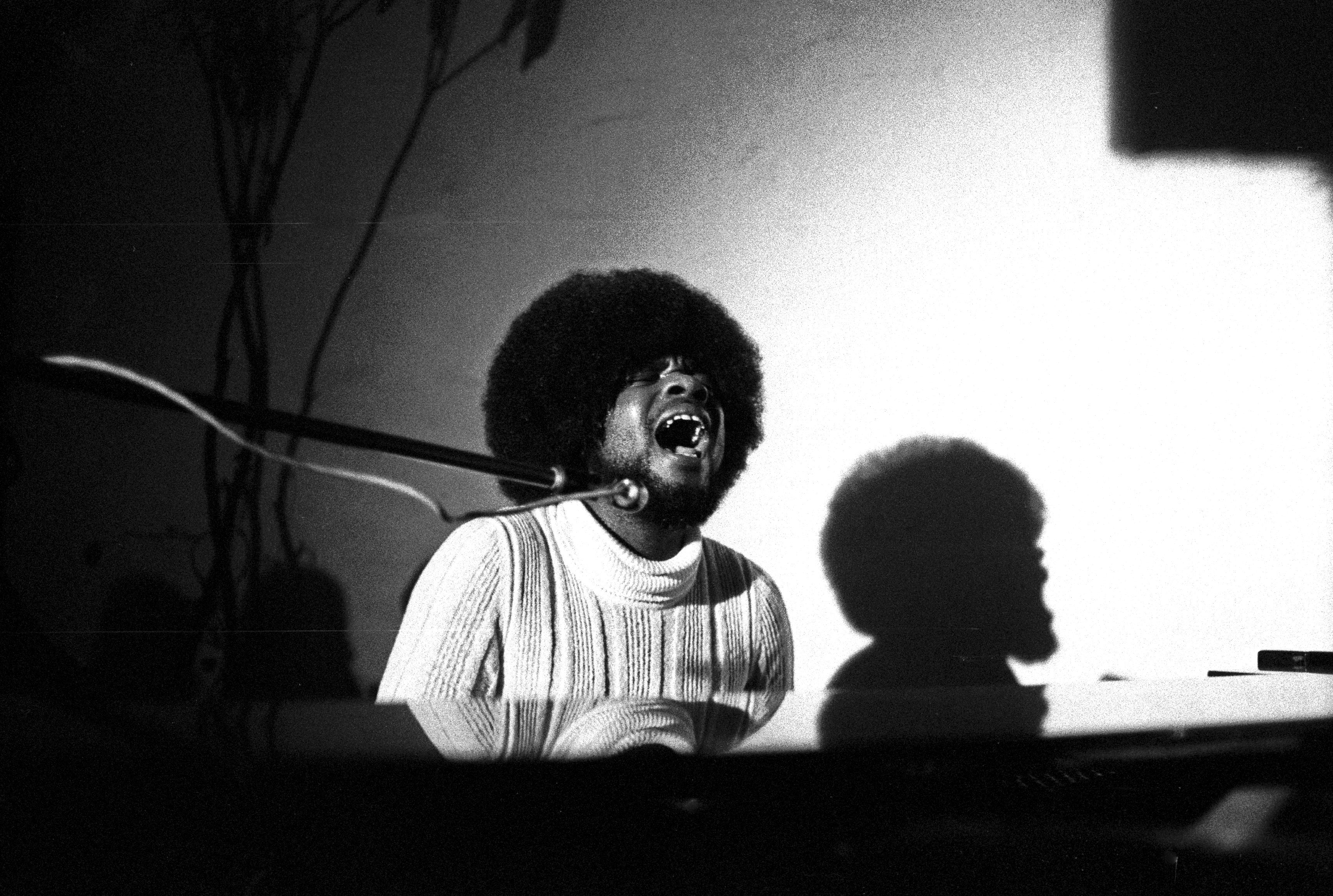
Billy Preston, 1971

Mit auf der oben genannten Tournee mit Delaney & Bonnie war Billy Preston, der das Lied auf seinem –für Apple Records produzierten – Album Encouraging Words veröffentlichte. Dieses Album erschien am 11. September 1970 und stellte somit die erste Veröffentlichung der Komposition dar. Prestons Version von My Sweet Lord wurde mit der B-Seite  Little Girl auch als Single veröffentlicht, diese Version erreichte Platz 90 in den US-amerikanischen Charts. Die Aufnahmen für My Sweet Lord fanden im Januar 1970 in den Olympic Studios in London mit George Harrison und Billy Preston als Produzenten statt. Der Chorgesang erfolgte von den Edwin Hawkins Singers.

### Veröffentlichung mit George Harrison
- Die Singleauskopplung My Sweet Lord / Isn’t It a Pity[15] erschien am 23. November 1970 in den USA (Deutschland: Januar 1971). In Großbritannien erschien am 15. Januar 1971 die Single  My Sweet Lord / What Is Life,[16]. Die Singleversion von My Sweet Lord enthält eine andere Abmischung mit weniger Echo und anderen Backing Vocals.
- Am 27. November 1970 erschien das Lied auf dem Album All Things Must Pass in den USA, am 30. November in Großbritannien.
- In Mexiko erschien in 1971 eine EP mit folgenden Liedern: My Sweet Lord / If Not for You / Art of Dying / Apple Scruffs[17]
- In Singapur wurde in 1971 eine EP mit folgenden Liedern veröffentlicht: My Sweet Lord / Isn’t It a Pity / What Is Life / Apple Scruffs[18]
- 1997 erschien in den USA die CD-Single My Sweet Lord / Give Me Love (Give Me Peace on Earth)[19]
- Im Januar 2001 wurde in den USA die 7″-Vinyl-Jukebox-Single My Sweet Lord (2000) / All Things Must Pass im grünen Vinyl veröffentlicht.[20]
- Nach dem Tod von George Harrison am 29. November 2001, wurde am 14. Januar 2002 nochmals die CD-Single My Sweet Lord / Let It Down / My Sweet Lord (2000)[21] veröffentlicht, diese erreichte wiederum Platz eins in den Charts von Großbritannien (USA: Platz 94, Deutschland: Platz 74).
- Am 27. März 2020 erschien zum 50-jährigen Jubiläum der Originalveröffentlichung am Record Store Day die Single My Sweet Lord / Isn’t It a Pity auf klaren Vinyl[22]
- Darüber hinaus wurde My Sweet Lord auf folgenden Kompilationsalben von George Harrison veröffentlicht: The Best of George Harrison (1976) und Let It Roll: Songs by George Harrison (2009).

### Alternative Versionen
- My Sweet Lord war Teil des Programms, das George Harrison auf dem Concert for Bangla Desh spielte. Diese Liveversion erschien erstmals am 20. Dezember 1971 auf dem gleichnamigen Album und hat eine Spielzeit von 4 min 16 s.
- Eine zweite Liveversion mit einer Spielzeit von 5 min 35 s des Songs befindet sich auf der Doppel-CD Live in Japan, die George Harrison im Juli 1992 veröffentlichte.
- Im Jahr 2000 nahm George Harrison den Song gemeinsam mit seinem Sohn Dhani, Sam Brown und Ray Cooper in einem leicht veränderten Arrangement auf.[23] Diese Version hat eine Spielzeit von 4:56 min und wurde als einer der fünf Additional Tracks im Januar 2001 auf der 30th Anniversary Edition von All Things Must Pass veröffentlicht.[24]
- Auf der Bonus-CD, identisch mit der im April 2012 erschienenen CD Early Takes: Volume 1, der DVD/Blu-ray-Veröffentlichung der Dokumentation Living in the Material World von Martin Scorsese wurde Take 1 des Songs veröffentlicht. Diese Version hat eine Spielzeit von 3:33 min.
- Am 6. August 2021 erschien die 50th Anniversary Edition von All Things Must Pass, die Ausgabe enthält neben der neuabgemischten Version von My Sweet Lord von Paul Hicks wiederum Take 1, hier gekürzt auf 3:21 min.

## Plagiatsanklage und Prozess

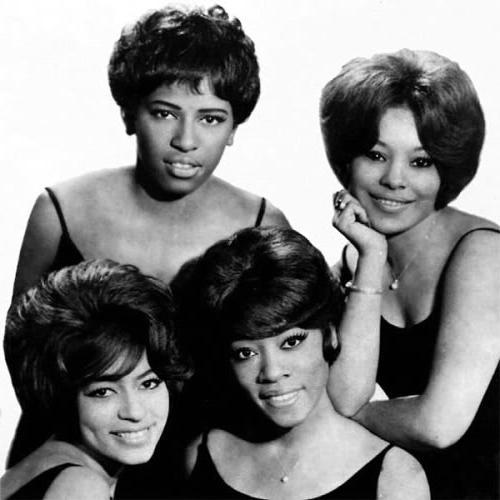
The Chiffons

Am 10. Februar 1971, also nur knapp einen Monat nachdem der Titel veröffentlicht worden war (und in der Folge wochenlang die Top-Positionen der internationalen Hitparaden belegt hatte), kam es zu einer Plagiatsklage. Der Vorwurf: Harrison habe die Melodie des Titels bei den Chiffons, einer US-amerikanischen Girlgroup der 1960er Jahre, gestohlen. Im Februar 1963 hatten sie mit ihrem Lied He’s So Fine einen Millionenseller und erreichten Platz 1 der US-amerikanischen Hitparade. Sieben Jahre später veröffentlichte George Harrison My Sweet Lord, dessen Melodielinie und Hookline dem Chiffons-Titel stark ähnelten. Der Kläger war die Bright Tunes Music Corp. als Rechteinhaber an der Komposition He’s so Fine.
Der Prozess zog sich über viele Jahre hin. Zuerst musste geklärt werden, ob eine Urheberrechtsverletzung durch George Harrison vorlag. Nachdem das zuständige Gericht dies eindeutig festgestellt hatte, stimmten Harrisons Anwälte einem Vergleich zu, dass ihm ein „unbeabsichtigtes Plagiat“ unterlaufen war. Als Nächstes ging es darum, die Höhe des Schadensersatzes festzustellen, den Harrison zu zahlen hätte. Das Gericht berechnete nach einem komplizierten Schlüssel, welche Einnahmen durch My Sweet Lord über Plattenverkäufe, das Spielen des Titels im Rundfunk, Fernsehen und bei Konzerten oder Notenverkäufe zusammengekommen waren. Ferner kam das Gericht zum Schluss, dass auch die Albumverkäufe mit in die Rechnung einbezogen werden müssten, da der Erfolg der Single auch den LP-Verkauf angeheizt habe.
Am Ende kam das Gericht auf einen Betrag von 2.133.316 US-Dollar. Diese Summe wurde allerdings um den Faktor „George Harrison“ reduziert, da das Gericht befand, der Erfolg des Liedes sei zu einem Teil auch dem Künstler Harrison zuzuschreiben. Als zu zahlender Betrag wurden 1.599.987 US-Dollar festgesetzt.
Eine zwielichtige Rolle in der Geschichte spielte Allen Klein, der seit 1969 als Manager für die Beatles tätig war und auch George Harrison vertrat. Er war unter anderem bei der Organisation des Konzerts für Bangladesch beteiligt. Klein nutzte sein Insiderwissen, um Bright Tunes sämtliche Copyright-Rechte abzukaufen und sich damit die zu erwartenden Zahlungen aus dem Plagiatsprozess zu sichern. Dieser Plan ging allerdings nicht auf, denn das Gericht urteilte, dass Klein keinen finanziellen Vorteil aus der Verletzung seiner Fürsorgepflicht gegenüber Harrison ziehen dürfe. Die Rechtsstreitigkeiten dauerten bis weit in die 1990er Jahre an, als über die Feinheiten des Vergleichs gestritten wurde. Der Fall wurde schließlich im März 1998 abgeschlossen.
Durch den Prozess wurde der Ruhm von My Sweet Lord in keiner Weise geschmälert. Während die Chiffons bereits 1970 keine Rolle mehr im Musikgeschäft spielten, gilt Harrisons Werk heute als eines der bekanntesten Plagiate der Musikgeschichte. Harrison selbst zog folgendes Fazit aus dem jahrzehntelang andauernden Rechtsstreit:

“I even tried to give My Sweet Lord away to get the thing settled – just let’em have it; it doesn’t matter to me. I’ve never had any money from it – it’s always been in escrow – and as far as I’m concerned the effect the song has had far exceeds any bitching that’s been going on between copyright people; it’s just greed and jealousy and all that. Give them the song – I don’t care. But my lawyers said: ‘Oh no you can’t do that; it’s impossible […]’. So, it drags on but it’s certainly not giving me sleepless nights.”

„Ich habe sogar versucht, My Sweet Lord einfach wegzugeben, um die Sache zu erledigen – gebt ihnen einfach die Rechte; ist mir völlig egal. Ich habe sowieso nie Geld davon gesehen – es lag immer beim Treuhänder – und soweit es mich betrifft, übersteigt die Wirkung, die das Lied gehabt hat, bei weitem das ganze Herumgezanke, das sich zwischen den Urheberrechts-Leuten abgespielt hat; das ist alles nur Gier und Eifersucht. Gebt denen das Lied – mir egal. Aber meine Anwälte sagten: ‚Oh nein, das kannst du nicht machen, das ist unmöglich […]‘. Und so zieht sich diese Angelegenheit weiter hin, aber mir verursacht es sicher keine schlaflosen Nächte.“

Als Reaktion auf die Querelen um My Sweet Lord veröffentlichte Harrison im Jahr 1976 die Single This Song. In diesem Lied setzte er sich auf ironische Weise mit den Vorgängen auseinander. So heißt es im Text unter anderem:

“This song ain’t black or white and as far as I know don’t infringe on anyone’s copyright …”

„Dies Lied ist weder schwarz noch weiß und verletzt. soweit ich weiß, auch niemands copyrights …“

und in Anspielung auf den Prozessgegner Bright Tunes findet sich die Zeile

“This tune has nothing Bright about it…”

„Diese Melodie enthält nichts von Bright…“

Ringo Starr sagte im Oktober 1976 gegenüber dem Melody Maker: „Es besteht kein Zweifel, dass die Melodie ähnlich ist, aber wie viele Songs wurden mit anderen Melodien im Hinterkopf geschrieben? Georges Version ist viel härter als The Chiffons – er hätte es vielleicht mit dem Original im Hinterkopf gemacht, aber er hat einfach großes Pech, dass jemand daraus einen Gerichtfall machen wollte.“
John Lennon sagte 1980 gegenüber dem Playboy Magazin: „Er (Harrison) wusste, was er tat. Er muss es gewusst haben, weißt du. Er ist schlauer als das... George hätte ein paar Takte in diesem Song ändern können und niemand hätte ihn jemals belangen können, aber er ließ es einfach sein und zahlte den Preis. Vielleicht dachte er, Gott würde ihn einfach davonkommen lassen.“

## Kommerzieller Erfolg

### Chartplatzierungen
| ChartsChartplatzierungen       | Höchstplatzierung | Wochen/ Monate |
| ------------------------------ | ----------------- | -------------- |
| Deutschland (GfK)              | 1 (22 Wo.)        | 22 Wo.         |
| Österreich (Ö3)                | 1 (4 Mt.)         | 4 Mt.          |
| Schweiz (IFPI)                 | 1 (21 Wo.)        | 21 Wo.         |
| Vereinigtes Königreich (OCC)   | 1 (17 Wo.)        | 17 Wo.         |
| Vereinigte Staaten (Billboard) | 1 (14 Wo.)        | 14 Wo.         |

| ChartsJahrescharts (1971)      | Platzierung |
| ------------------------------ | ----------- |
| Deutschland (GfK)              | 7           |
| Österreich (Ö3)                | 2           |
| Schweiz (IFPI)                 | 2           |
| Vereinigtes Königreich (OCC)   | 1           |
| Vereinigte Staaten (Billboard) | 31          |

| ChartsJahrescharts (2002)    | Platzierung |
| ---------------------------- | ----------- |
| Vereinigtes Königreich (OCC) | 56          |

### Auszeichnungen für Musikverkäufe
| Land/Region                  | Auszeichnungen für Musikverkäufe (Land/Region, Auszeichnung, Verkäufe) | Verkäufe  |
| ---------------------------- | ---------------------------------------------------------------------- | --------- |
| Italien (FIMI)               | Gold                                                                   | 35.000    |
| Neuseeland (RMNZ)            | 2× Platin                                                              | 60.000    |
| Spanien (Promusicae)         | Platin                                                                 | 60.000    |
| Vereinigte Staaten (RIAA)    | 2× Platin                                                              | 2.000.000 |
| Vereinigtes Königreich (BPI) | Platin                                                                 | 1.200.000 |
| Insgesamt                    | 1× Gold · 6× Platin ·                                                  | 3.355.000 |

## Coverversionen (Auswahl)
Es gibt über 180 Coverversionen von My Sweet Lord, folgend eine kleine Auswahl:
- Im Jahr 1971 nahm Vicky Leandros eine deutschsprachige Coverversion mit dem Titel Wo ist er? auf.[46]
- Die Konzertaufnahme einer Interpretation von Nina Simone unter Mitwirkung des Bethany Baptist Church Junior Choir Of South Jamaica wurde 1972 veröffentlicht.[47]
- Beim Concert for George im Jahr 2002 wurde My Sweet Lord von Billy Preston aufgeführt.[48]
- Weitere Künstler, unter anderen: Andy Williams, Peggy Lee, James Last, Max Greger and His Orchestra, Tony Christie, Richie Havens, Julio Iglesias, Klaus Voormann feat. Bonnie Bramlett, Brian Wilson, The Mike Batt Orchestra, Richard Clayderman und The Korgis.